# Pilgersdorf
Pilgersdorf è un comune austriaco di 1 662 abitanti nel distretto di Oberpullendorf, in Burgenland. Nel 1971 ha inglobato i comuni soppressi di Bubendorf im Burgenland, Deutsch Gerisdorf, Lebenbrunn, Kogl im Burgenland, Salmannsdorf e Steinbach im Burgenland.